# Pieńkowo (obwód nowosybirski)
Pieńkowo (ros. Пеньково) – wieś (sieło) w Rosji, w obwodzie nowosybirskim, w rejonie maslanińskim. W 2010 liczyła 474 mieszkańców.